# Peter Bien (Fußballspieler)
Peter Bien (* 28. Februar 1951) ist ein ehemaliger deutscher Fußballspieler. Der Libero lief in den 1970er Jahren für Wacker 04 Berlin in der zweitklassigen Regionalliga sowie der 2. Bundesliga Nord auf. Mit 135 Spielen in der 2. Bundesliga rangiert er hinter Michael Müller an zweiter Stelle in der vereinsinternen Rekordspielerliste.

## Sportlicher Werdegang
Bien rückte Ende der 1970er Jahre in den Kader der Wettkampfmannschaft von Wacker 04 Berlin auf, die in der Regionalliga Berlin zwar zu den Spitzenmannschaften gehörte, aber regelmäßig einen der ersten beiden Plätze verpasste, die zur Aufstiegsrunde zur Bundesliga berechtigten, oder in der Aufstiegsrunde zur höchsten Spielklasse chancenlos war. So war Bien auch nach der Vizemeisterschaft in der Spielzeit 1972/73 hinter Blau-Weiß 90 Berlin in allen acht Spielen der Aufstiegsrunde dabei und erzielte dabei zwei Tore, als Gruppenletzter mit nur fünf Punkten aus acht Spielen misslang der Erstligaaufstieg jedoch deutlich. Trotz 118 Saisontoren – mit Ingo Krüger, Reinhardt Lindner und Horst Lunenburg stellte der Klub drei Spieler, die mindestens 15 Saisontore erzielten – in der Folgesaison erneut nur Berliner Vizemeister, dieses Mal hinter Tennis Borussia Berlin, reichte es im Gegensatz zum Berliner Konkurrenten erneut nicht zum Aufstieg. Dabei erlebte Bien im Duell mit dem damaligen deutschen Rekordmeister 1. FC Nürnberg sowohl einen 6´5:0-Heimerfolg als auch eine herbe 1:9-Schlappe im Rückspiel.
Bien hatte sich im Sommer 1974 jedoch mit Wacker 04 Berlin für die neu eingeführte 2. Bundesliga qualifiziert, wo die Mannschaft um Klaus-Peter Hanisch, Wolfgang John, Bernd Sobeck, Hans-Joachim Altendorff und Rainer Liedtke fortan antrat. Nach einem 13. Tabellenplatz in der Auftaktsaison 1974/75, in der Bien mit 37 Spieleinsätzen gleichauf mit Hanisch die meisten Saisoneinsätze verbuchen konnte, rettete in der folgenden Spielzeit ein Punkt vor den Abstiegsrängen. Dabei hatte Bien die ersten Saisonspiele verpasst. Am Ende der Auftaktsaison 1976/77 platzierte sich der Klub als Drittletzter auf einem Abstiegsplatz, nach dem Lizenzentzug für den Ligakonkurrenten Bonner SC hätte der Klub nachrücken können, hatte aber ebenso wie Mitabsteiger SC Göttingen 05 keinen Lizenzantrag gestellt – daraufhin blieb der Tabellenvorletzte SG Union Solingen zweitklassig. Als Absteiger in die Berliner Oberliga dominierte der Klub die Spielzeit 1977/78 und blieb im Saisonverlauf ohne Niederlage, so dass Vizemeister BFC Preussen um sieben Punkte distanziert wurde. An der Seite von Serge Racine, Rainer Liedtke, Eberhard Plehn, Ingo Krüger, Manfred Leumann, Michael Müller und Bernd Fetkenheuer gewann Bien als Mannschaftskapitän mit der Berliner Mannschaft vor Holstein Kiel, dem OSV Hannover und Olympia Bocholt auch die Aufstiegsrunde zur 2. Bundesliga und schaffte damit die direkte Rückkehr. Hier blieb die Mannschaft chancenlos und duellierte sich abgeschlagen vom Rest der Tabelle mit Rot-Weiß Lüdenscheid um den letzten Tabellenplatz, am Ende der Spielzeit 1978/79 fehlte ein Punkt auf den Konkurrenten, der aufgrund der Lizenzverweigerungen für Westfalia Herne und den FC St. Pauli die Klasse hielt. Inwiefern Bien, der nochmals als Stammspieler 36 Zweitligapartien in der Abstiegssaison absolviert hatte, dem Klub nach dem erneute Gang in die Drittklassigkeit treu blieb, ist angesichts der Datenlage unklar – in den Spielen des Klubs im DFB-Pokal 1979/80 wirkte er zumindest nicht mit.